# バーバーチェア

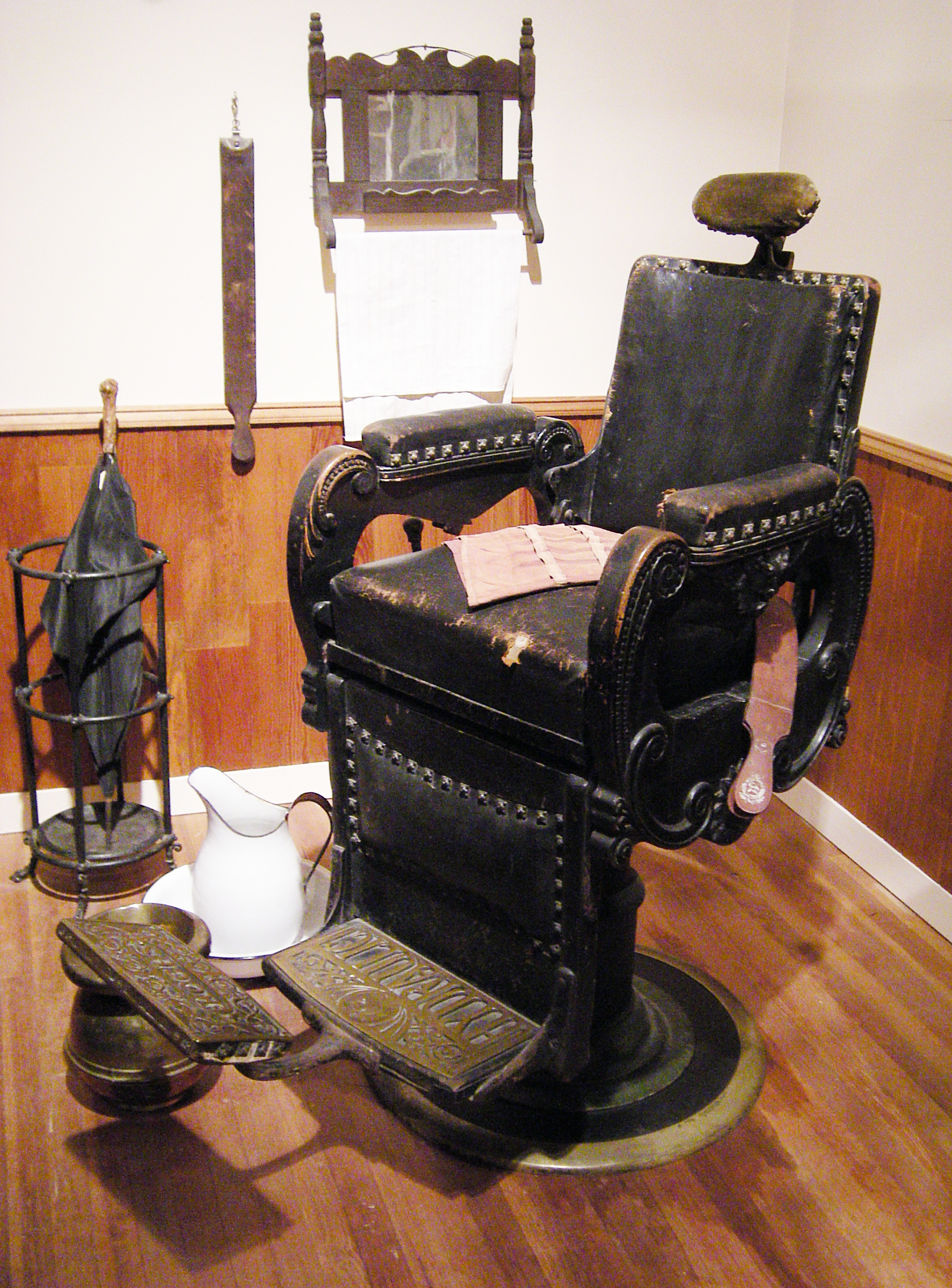
バーバーチェア

バーバーチェア（英: Barber chair）とは理容院、理容室などで使われる接客用の椅子。

## 特徴
多くのものがレバー操作などによって高さの調節や回転、後方へ背もたれが倒れるといった動作ができるようになっている。
現在、多くの理容用の椅子は電力によって動くものとなっており、マッサージ機能を持ったものなども存在する。古いバーバーチェアはアンティークとして評価が高く、撮影スタジオや美容院などでデコレーション用品として使用されている。

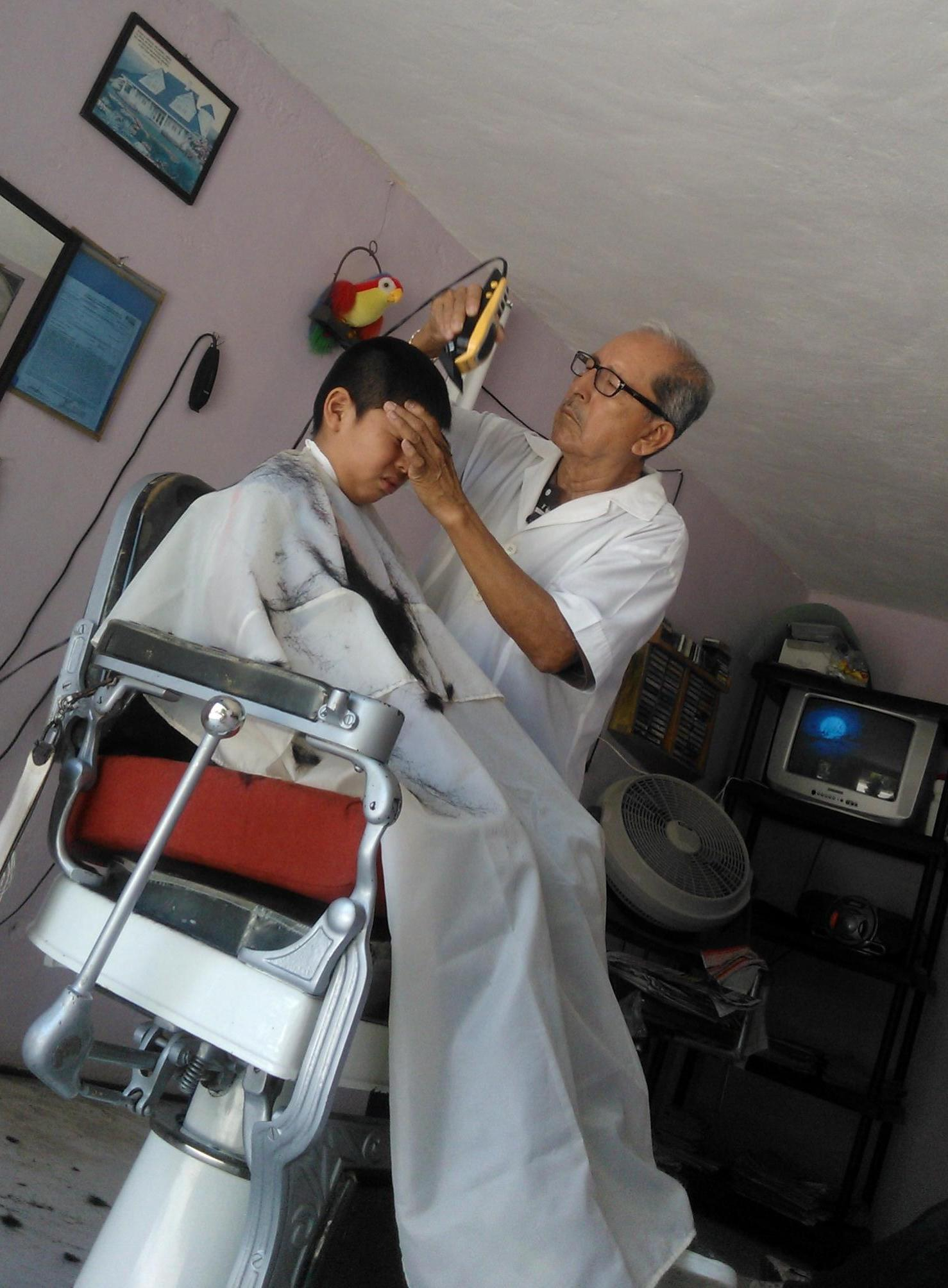
散髪風景
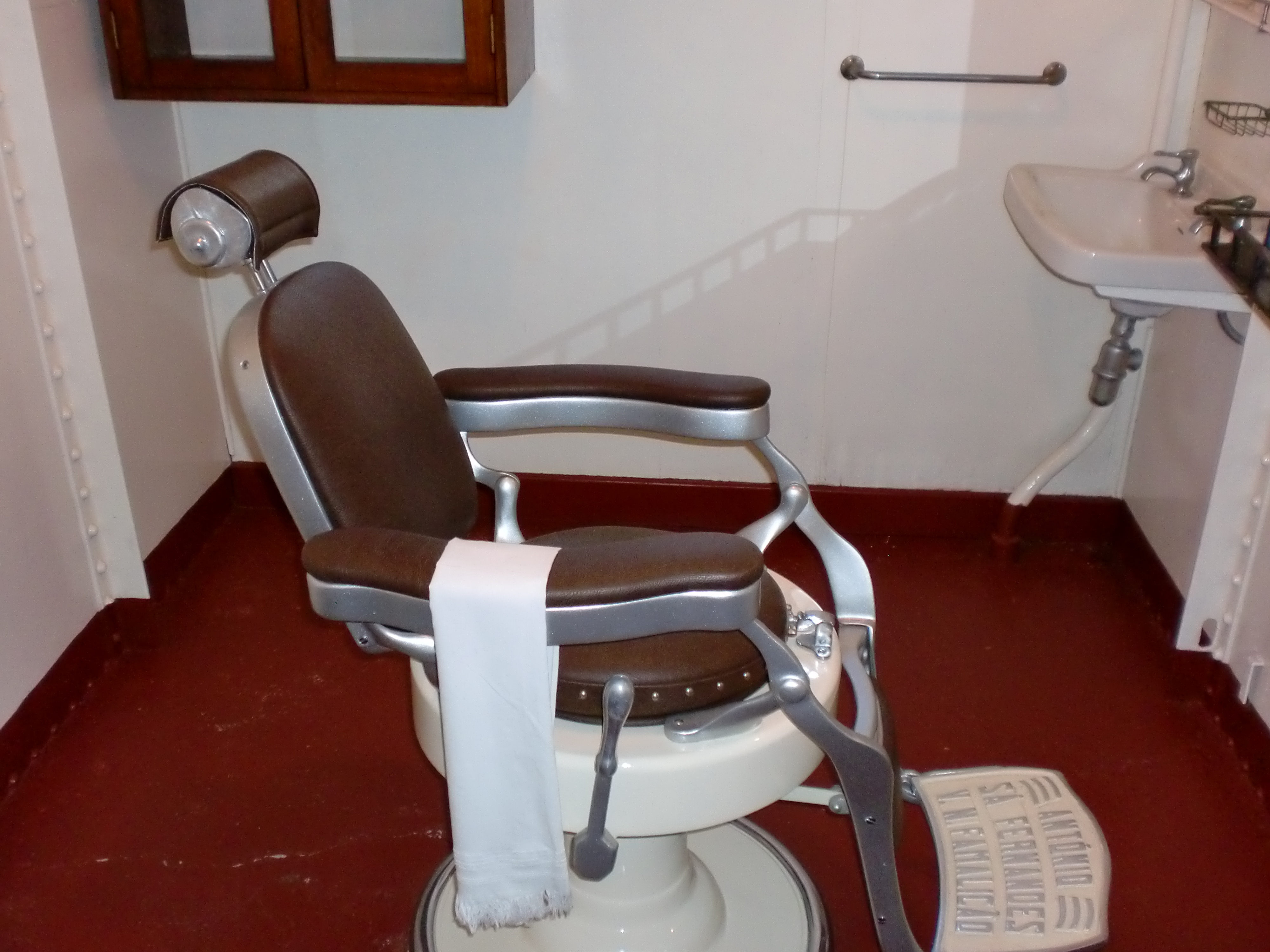
椅子の横にレバー
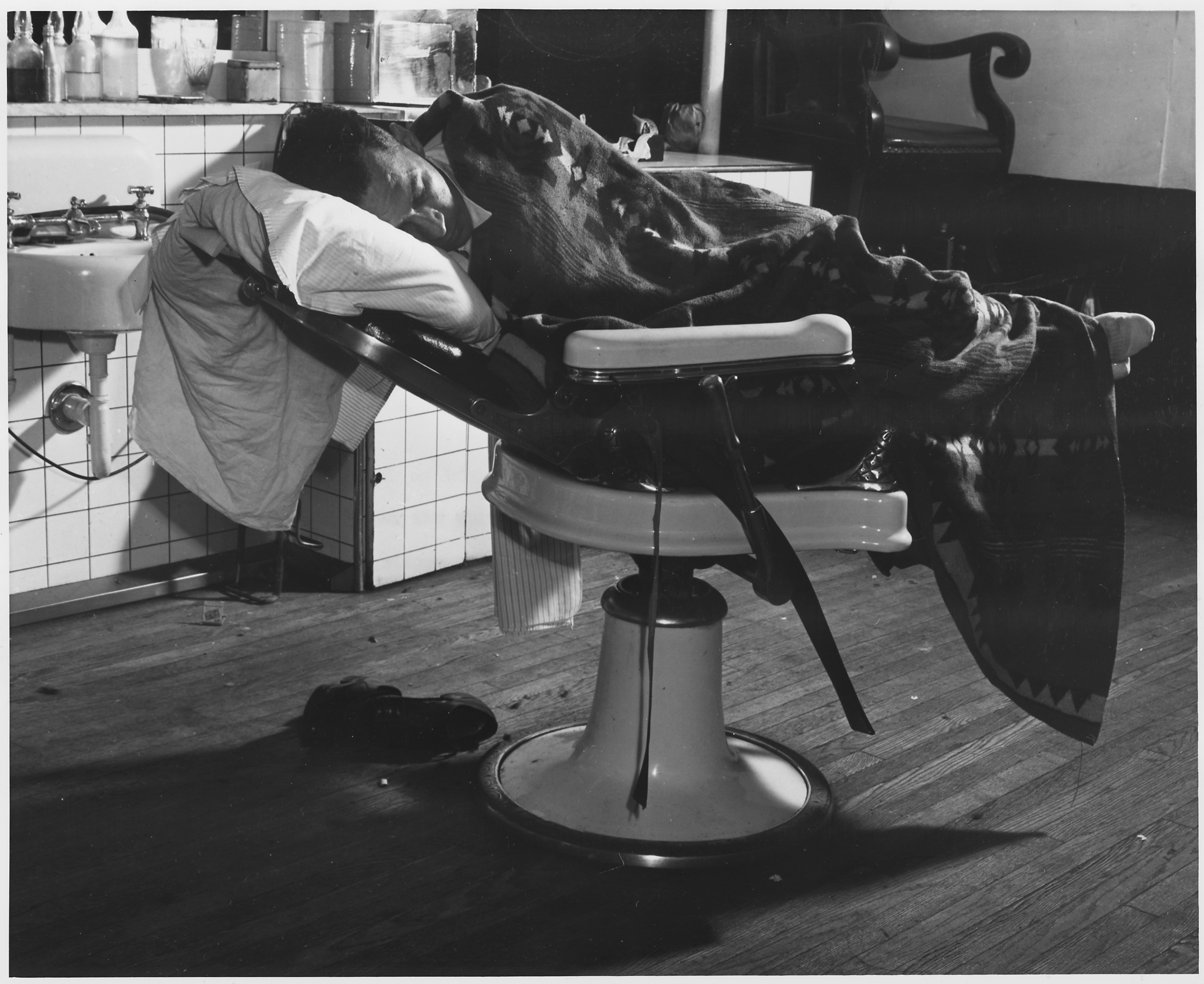
倒した状態

## 歴史

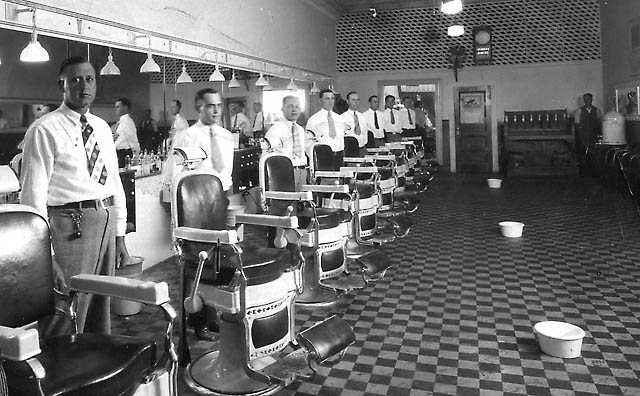
1920年代頃

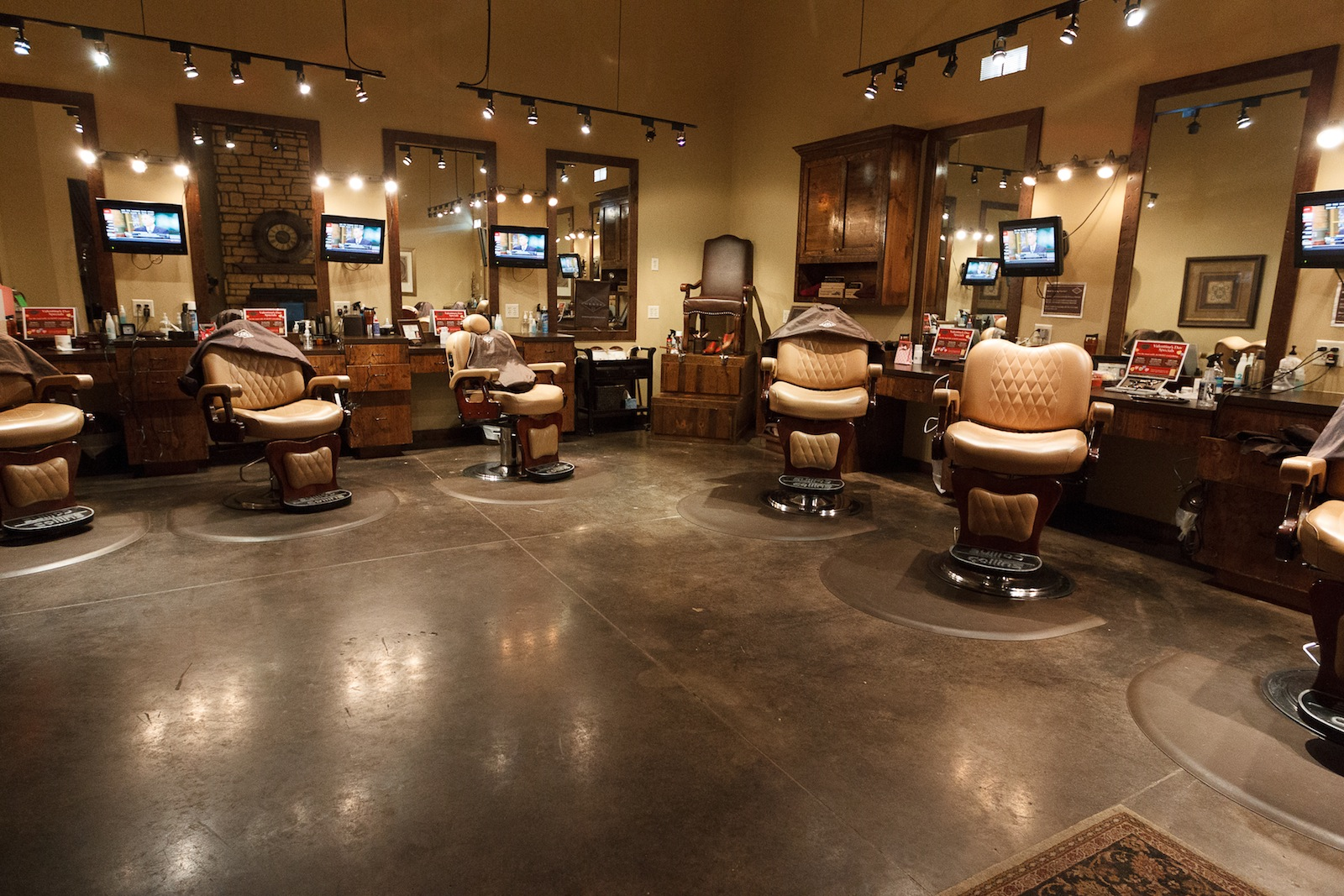
2013年

南北戦争時代の版画の中でのバーバーチェアは現在のものと椅子の背の高さや家具の装飾状態、フットレストなど多くの特徴を共有している。最初にバーバーチェアが工業的に生産されたのは1850年ごろである。最初のフットレスト付リクライニング式の椅子の一台は1878年にセントルイスのアーチャー社によって特許が取られた。アーチャー社は続いて椅子の上昇下降が機械的にできるものを開発した。シンシナティーのユージン・バーニングハウスはアーチャー社のものをリクライニング、回転可能に改良した。シカゴのセオドア・コッホはこれらの機能をすべて取り入れて1885年までに35,000台の椅子を売り上げた。
1897年、クレイン・チェア社のサミュエル・クラインはこのタイプのチェアの特許を取得し、1905年にセオドア・コッホに特許違反の訴訟を起こしているが、これは覆された。1904年にはクレインは"調節可能な椅子"の特許を提出しており、これは1907年に認められた。
1900年、ドイツ系アメリカ移民のエルンスト・コーケンが油圧式椅子を製作し"操作棒"と含めて特許をとった。これによってすべての機械的機能の現在と同様の操作が可能になった。
1950年代、アメリカのバーバーチェア生産会社の売り上げは年に10万の美容、理容室に1万台を売り上げた。1950年代後半にはシカゴのエミール・J・パイダー社はバーバーチェアの生産でトップとなり、市場の70％程度を保有していた。日本のタカラベルモントは1931年にバーバーチェアの生産を開始し、製販一環の体制で第二次大戦後徐々に日本市場でそのシェアを伸ばして行った。1956年にはニューヨークに現地法人を設立。機能性と価格でアメリカでもシェアを広げ、コーケン・チェア社、パイダー社がこれに対してダンピングの疑いで訴訟を起こすなど貿易摩擦も引き起こした。しかしその訴訟にもタカラベルモント社が勝利し、徐々に力を失っていったコーケン社を1969年に買収（現：KOKEN MANUFACTURING CO,.INC,）。
1970年代にはタカラベルモント社はアメリカの市場の70％を持つようになり、パイダー社と逆転した。